# Loe van Belle
Loe van Belle (Zoetermeer, 24 januari 2002) is een Nederlands wielrenner die in 2024 prof werd bij Team Visma|Lease a Bike.

## Carrière
In 2020 werd Van Belle nationaal kampioen tijdrijden bij de junioren. Het seizoen erna, zijn eerste jaar als belofterenner, maakte hij de overstap naar de opleidingsploeg van Jumbo-Visma.
In juli 2021 won Van Belle, samen met Johannes Staune-Mittet en Lars Boven, de openingsploegentijdrit in de Ronde van de Elzas. Een maand later won hij de eerste rit in lijn in de Tour du Pays de Montbéliard, na een dag eerder al vierde te zijn geworden in de proloog. Weer een week later won hij de openingsrit in de Flanders Tomorrow Tour. De leiderstrui die hij daaraan overhield moest hij twee dagen later afstaan aan zijn ploeggenoot Mick van Dijke. In zijn tweede seizoen bij de ploeg won hij, samen met zijn ploeggenoten, de teamproloog in de Ronde van de Toekomst. Hoewel er geen klassement werd opgemaakt, mocht Van Belle de dag erna toch starten in de leiderstrui, aangezien hij als eerste over de finish was gekomen. Na de eerste etappe nam Søren Wærenskjold de trui van hem over. In 2023 behaalde Van Belle geen zege, maar kwam met een derde plaats in de Ster van Zwolle en een tweede plaats in de openingstijdrit van de Giro Next Gen wel in de buurt.
In 2024 werd Van Belle prof bij Team Visma|Lease a Bike, dat hem na drie seizoenen overhevelde vanuit hun opleidingsploeg. Zijn debuut in de World Tour maakte hij in januari in de Tour Down Under.

## Overwinningen
2020
 Nederlands kampioen tijdrijden, Junioren
2021
1e etappe Ronde van de Elzas (ploegentijdrit)
1e etappe Tour du Pays de Montbéliard
1e etappe Flanders Tomorrow Tour
2022
Proloog Ronde van de Toekomst (ploegentijdrit)

### Resultaten in voornaamste wedstrijden
| Jaar | Luik-Bast.‑Luik | Waalse Pijl |
| ---- | --------------- | ----------- |
| 2024 | 102e            | opgave      |
| 2025 | opgave          | opgave      |

#### Resultaten in kleinere rondes
| Jaar | Tour Down Under | Ronde van de VAE | Ronde van Catalonië | Ronde van het Baskenland |
| ---- | --------------- | ---------------- | ------------------- | ------------------------ |
| 2024 | 60e             | 53e              | opgave              | opgave                   |
| 2025 | opgave          |                  |                     |                          |

## Privé
Loe is de oudere broer van Lisa die eveneens wielrenner is, net als hun oudste broer Bas, die op 24-jarige leeftijd overleed.

## Ploegen
- 2021 –  Jumbo-Visma Development Team
- 2022 –  Jumbo-Visma Development Team
- 2023 –  Jumbo-Visma Development Team
- 2024 –  Team Visma|Lease a Bike
- 2025 –  Team Visma-Lease a Bike

Affini · Benoot · Bouwman · Gesink · Gloag · Hagenes · Heßmann · Jorgenson · Kelderman · Kooij · Kruijswijk · Kuss · Laporte  · Lemmen · Staune-Mittet · Tratnik · Tulett · Uijtdebroeks · Vader · Valter · Van Aert · van Baarle · van Belle · Van der Sande · M. van Dijke · T. van Dijke · Vermote · Vingegaard